# ウィリアム・フレデリック (グロスター＝エディンバラ公)
グロスター＝エディンバラ公ウィリアム・フレデリック（William Frederick, Duke of Gloucester and Edinburgh, 1776年1月15日 - 1834年11月30日）は、イギリスの王族。

## 生涯
グロスター及びエディンバラ公ウィリアムと、妃マリア・ウォルポールの第3子として、ローマで生まれた。ケンブリッジ大学トリニティ・カレッジで学んだ。
1816年7月、ジョージ3世の王女で従妹にあたるメアリー王女と、セント・ジェームズ宮殿で結婚した。ウィリアムは、従兄であるプリンス・オブ・ウェールズ・ジョージの一人娘で王位継承予定者であるシャーロットに相応な結婚相手が外国王族から見つからなかった場合、自らが花婿候補となろうと独身を維持してきた。しかしシャーロットがレオポルト・フォン・ザクセン＝コーブルク（のちの初代ベルギー王）と結婚したため、メアリー王女との結婚を選択した。ウィリアム夫妻はバグショット・パークを住まいとした。40歳を過ぎて結婚した夫妻に子供はできなかった。
ウィリアムは王族として積極的に活動した。彼は上院に出席し、当時の大きな問題に投票した。彼は奴隷制度廃止の提唱者であり、ジョージ4世と対立する王妃キャロライン・オブ・ブランズウィック、サセックス公オーガスタスの支持者であった。